# هنري مارتن (سياسي فرنسي)
هنري مارتن (بالفرنسية: Henri Martin)‏ هو سياسي فرنسي، ولد في 1927 في فرنسا، وتوفي في 16 فبراير 2015 في بانتان في فرنسا. حزبياً، نشط في الحزب الشيوعي الفرنسي.